# Ordine, decorații și medalii ale Poloniei
Aceasta este o listă despre ordinele, medaliile și decoațiile folosite în Polonia. Majoritatea sunt acordate de Armata Poloneză. Unele dintre ele sunt decorațiuni civile care pot fi purtate de personalul militar.
O mare parte din aceste decorațiuni au încetat să mai fie atribuite; unele au fost acordate numai înainte de Al Doilea Război Mondial și unele numai în Republica Populară Polonă, pentru unele dintre ele a fost schimbat de lege.
Premiile de stat pot fi acordate doar de către președintele Poloniei. Ordinea de prioritate ultima dată a fost reformată în 2007. Ordinea de prioritate este: 6 rdine (order), în scopul specific de prioritate (a se vedea tabelul de mai jos); în ordinea în care s-au primit alte ordine; 12 cruci (krzyż), 3 medalii (medal) și 6 stele (gwiazda) în ordinea specifică de prioritate; alte cruci și premii, în ordinea în care au fost primite.

## Distincții de stat în prezent recunoscute acordate cu condiția să fie respectată ordinea de prioritate
| Distincție | Gradul I | Gradul II | Gradul III | Gradul IV | Gradul V | Descriere | Anul înființării                              |
| --- | -------- | --------- | ---------- | --------- | -------- | --- | --------------------------------------------- |
| Ordinul Vulturul Alb Order Orła Białego |          |           |            |           |          | Cea mai înaltă decorație din Poloniei acordată atât civililor, cât și militari pentru meritele lor. | 1705, reînnoită în 1921, reinstituită în 1992 |
| Virtuti Militari |          |           |            |           |          | Cea mai înaltă decorație militară a Poloniei pentru vitejie în fața inamicului | 1792, reînnoită în 1919                       |
| Ordinul Polonia Restituta Order Odrodzenia Polski Ordinul Renașterea Poloniei |          |           |            |           |          | Acordate atât civili, cât și militari pentru meritele lor. | 1921                                          |
| Ordinul Crucea Militară Order Krzyża Wojskowego |          |           |            |           |          | Acordate personalului militar pentru acțiunile întreprinse de ei în timp de pace. | 2006                                          |
| Ordinul Crucea Independenței Order Krzyża Niepodległości |          |           |            |           |          | Acordată pentru lupta pentru independență din perioada 1939-1956. | 2010                                          |
| Ordinul de Merit al Republicii Polone Order Zasługi Rzeczypospolitej Polskiej |          |           |            |           |          | Decernată străinilor pentru contribuțiile de a avea relații externe bune. | 1990                                          |
| Alte ordine în ordinea în care au fost primite. |          |           |            |           |          | |                                               |
| Crucea Vitejiei Krzyż Walecznych |          |           |            |           |          | Decorație militară poloneză acordată unei persoane care „au demonstrat fapte de vitejie și curaj pe câmpul de luptă”. | 1920                                          |
| Crucea Militară Krzyż Wojskowy |          |           |            |           |          | Decorație de luptă, conferită de un militar, indiferent de rang și de servicii pentru a combate vitejie împotriva unui act de teroare pe teritoriul Poloniei sau în timpul unei misiuni a Forțelor Armate de peste mări. | 2007                                          |
| Crucea de Merit pentru Curaj Krzyż Zasługi za Dzielność |          |           |            |           |          | Pentru recunoașterea personalului militar sau de poliție. | 1928                                          |
| Crucea de Merit cu Săbii Złoty Krzyż Zasługi z Mieczami |          |           |            |           |          | Acordată pentrufaptele de vitejie și curaj ce nu au legătură cu lupta directă, precum și de merit prestat în condiții periculoase. | 1942                                          |
| Crucea Libertății și Solidarității Krzyż Wolności i Solidarności |          |           |            |           |          | Acordate membrilor mișcării anti-comuniste de opoziție în Republica Populară Polonă. | 2010                                          |
| Crucea de Merit de Aur Złoty Krzyż Zasługi |          |           |            |           |          | Decorație de stat civilă stabilită pentru a recunoaște servicii făcute statului. | 1923                                          |
| Crucea de Merit pentru Săbii de Argint Srebrny Krzyż Zasługi z Mieczami |          |           |            |           |          | Acordată pentru faptele de vitejie și curaj ce nu au legătură cu lupta directă, precum și de merit prestat în condiții periculoase. | 1942                                          |
| Crucea de Merit de Argint Srebrny Krzyż Zasługi |          |           |            |           |          | Decorație de stat civilă stabilită pentru a recunoaște servicii făcute statului. | 1923                                          |
| Crucea de Merit cu Săbii de Bronz Brązowy Krzyż Zasługi z Mieczami |          |           |            |           |          | Acordată pentru faptele de vitejie și curaj ce nu au legătură cu lupta directă, precum și de merit prestat în condiții periculoase. | 1942                                          |
| Crucea de Merit de Bronz Brązowy Krzyż Zasługi |          |           |            |           |          | Decorație de stat civilă stabilită pentru a recunoaște servicii făcute statului. | 1923                                          |
| Crucea Militară de Merit Crucea de Merit cu Spade a Forțelor Aeriene Crucea de Merit cu Spade a Forțelor Navale Wojskowy Krzyż Zasługi z Mieczami Lotniczy Krzyż Zasługi z Mieczami Morski Krzyż Zasługi z Mieczami |          |           |            |           |          | Conferită pentru servicii merituase în operațiunile de luptă împotriva actelor de terorism la domiciliu sau în timpul misiunilor militare de peste mări. | 2007                                          |
| Crucea Militară de Merit Crucea de Merit a Forțelor Aeriene Crucea pentru Merit a Forțelor Navale Wojskowy Krzyż Zasługi Lotniczy Krzyż Zasługi Morski Krzyż Zasługi                                                |          |           |            |           |          | Acordată pentru fapte sau servicii impresionante meritoase fără luptă. | 2007                                          |
| Medalia pentru Sacrificiu și Curaj Medal za Ofiarność i Odwagę |          |           |            |           |          | Medalie civilă conferită persoanelor care și-au riscat viața pentru a salva-o pe a altcuiva. | 1960                                          |
| Medalia pentru Slujbă Îndelungată Medal za Długoletnią Służbę |          |           |            |           |          | Conferite pentru slujba îndelungată în forțele armate, poliție, serviciul de pompieri, educație, justiție, administrație centrală sau locală; acordată pentru 30, 20 și 10 ani de serviciu. | 1938, reînnoită în 2007                       |
| Medalia „Pentru o viață civilă lungă” Medal Za Długoletnie Pożycie Małżeńskie |          |           |            |           |          | Pentru o căsătorie cu o durată de 50 sau mai mulți ani. | 1960                                          |
| Stele Gwiazdy |          |           |            |           |          | Steaua Afganistan (pentru serviciul în Afganistan; din 2002) Steaua Irak (pentru serviciul în Irak; 2003–2008) Steaua Ciad (pentru serviciu în EUFOR Tchad/RCA și MINURCAT; 2008–2009) Steaua Congo (pentru serviciu în EUFOR RD Congo; 2006) Steaua Marea Mediterană (pentru serviciu în Active Endeavour; din 2005) Steaua Echipajului Aerian (pentru serviciu, printre altele, în Baltic Air Policing; din 2005) | 2008 (2) 2010 (3) 2012 (1)                    |
| Alte cruci și premii în ordinea în care au fost primite. |          |           |            |           |          | |                                               |

## Distincții președințiale
| Distincție                                          | Gradul I | Gradul II | Gradul III | Descriere | Anul înființării |
| --------------------------------------------------- | -------- | --------- | ---------- | --- | ---------------- |
| Crucea Deportării în Siberia Krzyż Zesłańców Sybiru |          |           |            | Pentru deportații în Siberia, Kazahstan și nordul Rusiei de regimul sovietic după 17 septembrie 1939, precum și pentru copiii lor, care s-au născut acolo. | 2003             |

## Distincții ministeriale
| Distincție | Gradul I | Gradul II | Gradul III | Descriere | Anul înființării                                 |
| --- | -------- | --------- | ---------- | --- | ------------------------------------------------ |
| Medalia Forțelor Armate pentru Serviciul Patriei Medal Siły Zbrojne w Służbie Ojczyzny                                                      |          |           |            | Acordată personalul militar polonez pentru serviciul lung în cadrul forțelor armate poloneze                                                                        | 1951. Ministerul Apărării o decernează din 2008. |
| Medalia de Merit pentru Apărarea Națională Medal Za Zaslugi dla Obronnosci Kraju                                                            |          |           |            | Prezentat personalului militar polonez și angajaților civili pentru activități meritorii cu scopul de a consolida puterea militară a țării.                         | 1966 și revizuită în 1991                        |
| Medalia Armatei Poloneze Medal Wojska Polskiego                                                                                             |          |           |            | Prestarea serviciilor forțelor armate poloneze de personalul civil și militar din străinătate.                                                                      | 1999                                             |
| Medalia de Merit pentru Poliție Medal za Zasługi dla Policji                                                                                |          |           |            | Pentru merite deosebite. | 2001                                             |
| Medalia de Merit pentru Poliția de Frontieră Medal za Zasługi dla Straży Granicznej                                                         |          |           |            | | 2004                                             |
| Medalia Comisiei de Educație Națională Medal Komisji Edukacji Narodowej                                                                     |          |           |            | Contribuții remarcabile în educație. | 1956                                             |
| Medalia de Merit pentru Cultură Medal Zasłużony Kulturze Gloria Artis Medalia Gloria Artis                                                  |          |           |            | Contribuții deosebite în cultura și patrimoniul polonez. | 2006                                             |
| Decorația de Onoare „Bene Merito” Odznaka Honorowa „Bene Merito”                                                                            |          |           |            | Pentru activitățile care vizează întărirea poziției Poloniei pe arena internațională.                                                                               | 2009                                             |
| Decorația de Onoare „Pentru meritul în acțiunile din afara Republicii Polone” Odznaka Honorowa „Za zasługi w działaniach poza granicami RP” |          |           |            | Pentru merite ale personalului de poliție, pompieri, BOR și grăniceri în timpul serviciului din străinătate.                                                        | 2011 (genarală); 2013 (detaliată)                |
| Medalia Pro Patria Medal Pro Patria |          |           |            | Pentru merite deosebite în cultivare a memoriei luptei pentru independență a Poloniei.                                                                              | 2011                                             |
| Medalia Pro Memoria Medal Pro Memoria |          |           |            | Pentru contribuțiile remarcabile în perpetuarea memoriei oamenilor și faptelor lor în lupta de independență a Poloniei în timpul celui de-Al Doilea Război Mondial. | 2005                                             |
| Decorația de Onoare „Pentru Merit în Apărarea Drepturilor Omului” Odznaka honorowa „Za Zasługi dla Ochrony Praw Człowieka”                  |          |           |            | Pentru realizări extraordinare în apărarea drepturilor omului. | 2009                                             |
| Decorația de Onoare „Pentru Merit în Apărarea Drepturilor Copilului” Odznaka Honorowa za Zasługi dla Ochrony Praw Dziecka                   |          |           |            | Pentru realizări extraordinare în apărarea drepturilor copilului.                                                                                                   | 2013                                             |
| Medalia Apărătorului Locurilor Memoriei Naționale Medal Opiekuna Miejsc Pamięci Narodowej                                                   |          |           |            | Merite deosebite în promovarea ideii de memorie naționale și activități distincte de comemorare a luptei și martiriul Națiunii Poloneze                             | 1976                                             |

## Foste distincții
| Distincție                                                                                     | Gradul I | Gradul II | Gradul III | Gradul IV | Gradul V | Descriere | Anul înființării |
| ---------------------------------------------------------------------------------------------- | -------- | --------- | ---------- | --------- | -------- | --- | ---------------- |
| Ordinul Constructorilor Republicii Populare Polone Order Budowniczych Polski Ludowej           |          |           |            |           |          | Cea mai mare decorație civilă din Republica Populară Polonă.                                                                      | 1949-1992        |
| Ordinul Crucea Grunwald Order Krzyża Grunwaldu                                                 |          |           |            |           |          | Decernat de Gwardia Ludowa pentru acte de eroism în luptă armate cu ocupanții germani pentru libertatea și independența Poloniei. | 1943-1992        |
| Ordinul Steagul Muncii Order Sztandaru Pracy                                                   |          |           |            |           |          | Decernat pentru realizări unice pentru Neam și Țară.                                                                              | 1949-1992        |
| Ordinul de Merit al Republicii Populare Polone Order Zasługi Polskiej Rzeczypospolitej Ludowej |          |           |            |           |          | Decernată străinilor pentru contribuțiile de a avea relații externe bune.                                                         | 1974-1989        |
| Crucea Independenței Krzyż Niepodległości                                                      |          |           |            |           |          | |                  |
| Medalia Armatei pentru Războiul din 1939-45                                                    |          |           |            |           |          | |                  |
| Medalia Forțelor Aeriene pentru Războiul din 1939-45 Medal Lotniczy za Wojnę 1939-45           |          |           |            |           |          | |                  |
| Medalia Forțelor Navale pentru Războiul din 1939-45 Medal Morski za Wojnę 1939-45              |          |           |            |           |          | |                  |
| Medalia Marine PMH pentru Războiul din 1939-45 Medal Morski PMH za Wojnę 1939-45               |          |           |            |           |          | |                  |
| Crucea Partizanului Krzyż Partyzancki                                                          |          |           |            |           |          | |                  |
| Crucea Armia Krajowa Krzyż Armii Krajowej                                                      |          |           |            |           |          | |                  |
| Śląska Wstęga Waleczności i Zasługi Silesian Ribbon of Valour and Merit                        |          |           |            |           |          | |                  |
| Medalia Comemorativă pentru Războiul din 1918-1921                                             |          |           |            |           |          | |                  |
| Crucea Voluntarului pentru Răsboiul din 1918-1921 Krzyż Ochotniczy za Wojnę 1918-1921          |          |           |            |           |          | |                  |
| Krzyż Monte Cassino Crucea Monte Cassino                                                       |          |           |            |           |          | |                  |
| Merit în Domeniul Slavei Zasłużonym na Polu Chwały                                             |          |           |            |           |          | |                  |
| Medalia celei de-a 30-a aniversare a Republicii Populare Polone Medal 30-lecia Polski Ludowej  |          |           |            |           |          | | 1974             |
| Medalia celei de-a 30-a aniversare a Republicii Populare Polone Medal 40-lecia Polski Ludowej  |          |           |            |           |          | | 1984             |
| Pentru libertate voastră și a noastră Za waszą wolność i naszą                                 |          |           |            |           |          | |                  |
| Pentru Participarea la Războiul de Apărare din 1939 Za Udział w Wojnie Obronnej 1939           |          |           |            |           |          | |                  |
| Pentru Participarea la Apărarea Puterii Populare Za Udział w Walkach w Obronie Władzy Ludowej  |          |           |            |           |          | |                  |
| Crucea pentru Insurecțiile din Silezia Śląski Krzyż Powstańczy                                 |          |           |            |           |          | |                  |
| Crucea pentru Marea Răscoală Poloneză Wielkopolski Krzyż Powstańczy                            |          |           |            |           |          | |                  |
| Crucea Revoltei din Varșovia Warszawski Krzyż Powstańczy                                       |          |           |            |           |          | |                  |
| Medal pentru Varșovia 1939-1945 Medal Za Warszawę 1939-1945                                    |          |           |            |           |          | |                  |
| Medalia pentru Odra, Nysa și Marea Baltică Medal za Odrę, Nysę i Bałtyk                        |          |           |            |           |          | |                  |
| Medalia pentru Victory și Libertate Medal Zwycięstwa i Wolności                                |          |           |            |           |          | |                  |
| Crucea pentru Merite Militare a Lituaniei Centrale                                             |          |           |            |           |          | |                  |
| Medalia pentru Salvarea Dispăruților Medal za Ratowanie Ginących                               |          |           |            |           |          | |                  |
| Medalia celei de-a 30-a aniversare a Republicii Populare Polone Medal 10-lecia Polski Ludowej  |          |           |            |           |          | | 1954             |
| Medalia pentru Participarea în Lupta de la Berlin Medal Za Udział w Walkach o Berlin           |          |           |            |           |          | |                  |
| Crucea de Valoare Krzyż Waleczności Divizia lituaniano-belarusă a lui Gen. Bułak-Bałachowicz   |          |           |            |           |          | |                  |
| Crucea Auschwitz Krzyż Oświęcimski                                                             |          |           |            |           |          | |                  |
| Premii civile care pot fi purtate pe o uniformă militară fără aprobarea superiorilor săi.      |          |           |            |           |          | |                  |
| Crucea Cercetașului Krzyż harcerski                                                            |          |           |            |           |          | |                  |